# Songs from The Capeman
Songs from The Capeman è il nono album discografico in studio da solista del cantautore statunitense Paul Simon, pubblicato nel 1997.

## Tracce
Tutte le tracce sono di Paul Simon e Derek Walcott.
1. Adios Hermanos - 4:42
2. Born in Puerto Rico - 5:03
3. Satin Summer Nights - 5:44
4. Bernadette - 3:34
5. The Vampires - 5:14
6. Quality - 4:18
7. Can I Forgive Him - 6:01
8. Sunday Afternoon - 3:25
9. Killer Wants to Go to College - 1:51
10. Time Is an Ocean - 5:23
11. Virgil - 2:49
12. Killer Wants to Go to College II - 2:09
13. Trailways Bus - 5:14
14. Shoplifting Clothes
15. Born in Puerto Rico (voce di José Feliciano)
16. Can I Forgive Him (original demo)

## Formazione
- Paul Simon - voce, chitarra acustica
- Pablo Nunez - bonghi
- Paul Griffin - pianoforte
- Jay Leonhart - basso
- Diomedes Matos - chitarra acustica
- Nelson Gonzales - très
- Steve Cropper - chitarra
- Shannon Ford - batteria
- Horace Ott - pianoforte
- John Beal - basso
- Errol "Crusher" Bennett - shaker
- Arlen Roth - chitarra
- Oriente Lopez - pianoforte, Fender Rhodes, flauto, organo Hammond
- Edgardo Miranda - cuatro
- Tony Garnier - basso
- Saturnino Laboy - chitarra acustica
- Robby Ameen - batteria, percussioni
- Robby Turner - chitarra, pedal steel guitar
- Oscar Hernandez - pianoforte, celeste, sintetizzatore, glockenspiel, vibrafono
- Mike Ramos - fisarmonica
- Richard Crooks - batteria
- Wally Richardson - chitarra
- Marc Quinones - congas
- Johnny Andrews - timbales
- Vincent Nguini - chitarra
- Rubén Rodriguez - basso
- Jimmy Sabater - congas
- Bernie Minoso - basso
- Marc Quinones - timbales, congas
- Milton Cardona - congas, cori, guiro, maracas, bonghi, legnetti
- Bobby Allende - bonghi, cembalo
- Paul Livant - chitarra
- Jimmy Sabater - congas
- Harper Simon - chitarra, armonica a bocca
- Eddie Montalvo - congas
- Bakithi Kumalo - basso
- Laura Bontrager - violoncello
- Krista Bennion Feeney - violino
- Paul Peabody - violino
- Juliet Haffner - viola
- David Rodriguez - tromba
- John Walsh - tromba
- Ray Vega - tromba
- Billy Holloman - tromba, sassofono tenore
- Luis Lopez - trombone
- Ozzie Melendez - trombone
- Barry Danielan - flicorno
- Stewart Rose - corno francese
- Chris Eminizer - sassofono tenore
- Mitch Frohman - sassofono tenore
- David Mann - sassofono tenore, sassofono baritono
- Pablo Calogero - sassofono baritono, clarinetto
- Bob Franceschini - sassofono soprano
- Marcia Butler - oboe
- Danny Rivera, Kia Jeffries, Bobby Bright, Kevin Harrison, Myrna Lynn Gomila, Angelo Aponte, Nestor Sanchez, DeWayne Snype, Ed Vasquez, Edgar Stewart, Derrick James, David Davila, Hetcher Ubarry, Louie Marrero, Ray De La Paz, Sean Pulley, Teana Rodriguez, Renee Connell-Adams, Robert Vargas, Hans Giraldo, Bobby Bright, Dionte Sutton - cori

Note aggiuntive 
- Paul Simon - produttore